# Интегрин бета-7
Интегрин бета-7 (β7) — мембранный белок, гликопротеин из надсемейства интегринов, продукт гена ITGB7, бета-субъединица интегрина α4β7, рецептора для MADCAM1, играющего важную роль в проникновении в организм вируса ВИЧ, и интегрина αEβ7, рецептора E-кадгерина. Ген был впервые клонирован в 1991 году. 

## Функции
Бета-7 может образовывать димерные интегрины с альфа-4 и альфа-E цепями. 
Интегрин альфа-4/бета-7 (α4β7; хоминговый рецептор островков Пейера LPAM-1) — молекула адгезии, которая опосредует миграцию и хоминг (возвращение) лимфоцитов к лимфоидной ткани, ассоциированной с кишечником. Этот интегрин взаимодействует с молекулой клеточной адгезии MADCAM1, которая экспрессируется эндотелиальными клетками сосудов желудочно-кишечного тракта, а также с VCAM1 и фибронектином. Распознаёт на фибронектине домены в регионе CS-1. Распознаёт трипептидную последовательность L-D-T в молекуле MADCAM1, и последовательность L-D-V в фибронектине. 
Связывается с белком gp120 вируса ВИЧ-1, распознавая трипептид L-D-I в вирусном белке, что, в свою очередь, позволяет вирусу проникать в лимфоидную ткань желудочно-кишечного тракта. Это, возможно, основной путь развития СПИДа.
Интегрин альфа-E/бета-7 (αEβ7) является рецептором E-кадгерина.
Интегрин β7 взаимодействует с EED.

## Структура
Интегрин бета-7 состоит из 779 аминокислот, молекулярная масса белковой части — 86,9 кДа. N-концевой участок (704 аминокислоты) является внеклеточным, далее расположен единственный трансмембранный фрагмент и внутриклеточный фрагмент (52 аминокислоты). Внеклеточный фрагмент включает 4 повтора, VWFA домен, до 8 участков N-гликозилирования. Цитозольный участок содержит тирозиновый участок фосфорилирования. 

## Тканевая специфичность
Экспрессирован в ряде лейкоцитарных линий. 

## См.также
- Интегрины